# Hungría en los Juegos Paralímpicos de Salt Lake City 2002
Hungría estuvo representada en los Juegos Paralímpicos de Salt Lake City 2002 por un deportista masculino. El equipo paralímpico húngaro no obtuvo ninguna medalla en estos Juegos.